# Witali Walentinowitsch Milonow

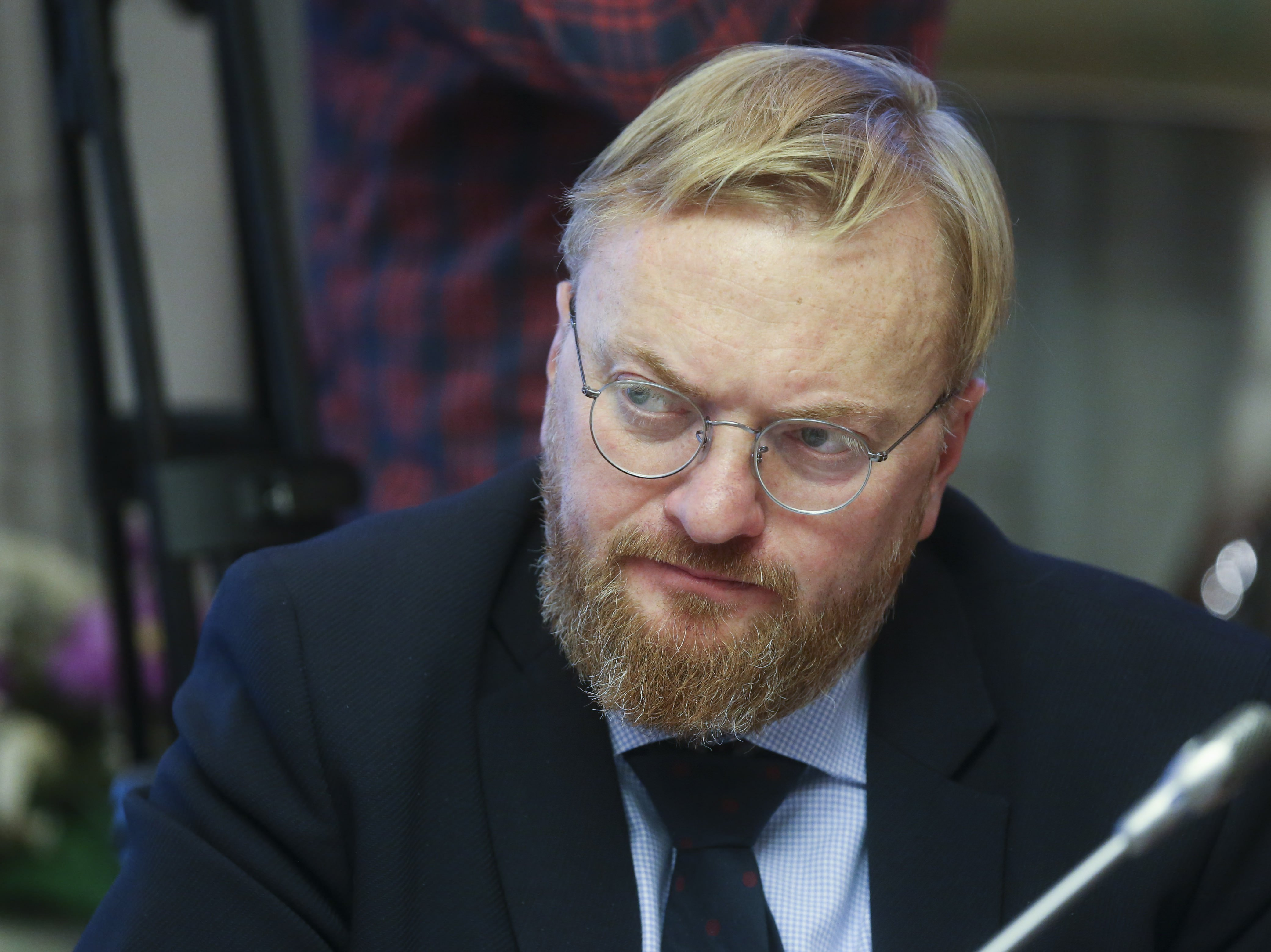
Witali Milonow im 2018

Witali Walentinowitsch Milonow (russisch Виталий Валентинович Милонов; * 23. Januar 1974 in Leningrad, Sowjetunion) ist ein russischer Politiker und Mitglied der gesetzgebenden Versammlung von Sankt Petersburg (Fraktion „Einiges Russland“).

## Politische Karriere
Milonow wurde als Sohn eines Flottenoffiziers und einer Grundschullehrerin geboren. Nach dem Studium für Kommunalverwaltung an der Nord-West-Akademie für öffentliche Verwaltung in Sankt Petersburg, das er 2006 abschloss, absolvierte er ein Fernstudium an der Orthodoxen Geisteswissenschaftlichen Sankt-Tichon-Universität in Moskau.
1991 trat er in die Freie Demokratische Partei Russlands ein. Von 1994 bis 1995 war er Assistent von Witali Wiktorowitsch Sawizki, dem Vorsitzenden der in den 1990er Jahren existierenden Russländischen Christlich-Demokratischen Union (Rossijski christiansko-demokratischeski sojus, RChDS). In dieser Zeit war Milonow auch Vorsitzender der „Jungen Christdemokraten“, des Nachwuchsverbandes der RChDS. Später unterstützte er die russische Politikerin Galina Starowoitowa, die ihn politisch förderte, zog sich dann jedoch nach dem Mord an Starowoitowa aus der Politik zurück.
Im Jahr 2004 setzte er seine politische Karriere auf kommunaler Ebene fort, als Ratsmitglied der Gemeinde Datschnoje, 2005 dann als Leiter der Stadtverwaltung Krasnenkaja retschka. 2007 kandidierte er erstmals für die gesetzgebende Versammlung von Sankt Petersburg, mit Moskau einer der zwei Städte Russlands Subjektstatus, und war in seiner ersten Wahlperiode Vorsitzender des Ausschusses für die Einrichtung der Regierung, Kommunen und territorialen Verwaltungsstruktur. 2009 übernahm er den Vorsitz des Gesetzgebungsausschusses. 2011 wurde er als Abgeordneter wiedergewählt.
Milonow ist seit dem 18. September 2016 Abgeordneter in der Staatsduma Russlands. Er ist Mitglied der Fraktion „Einiges Russland“ und sitzt im Ausschuss für internationale Angelegenheiten.
Er war mitverantwortlich für die Formulierungen des Gesetzes gegen „homosexuelle Propaganda“.
Milonow ist verheiratet und hat zwei Kinder. 1991 trat er der baptistischen Kirche bei, 1998 konvertierte er zur Russisch-Orthodoxen Kirche.

## Extremistische Ansichten und Sanktionierung
Milonow ist berüchtigt für seine extremistischen Ansichten gegenüber den Ukrainern und Krimtataren, die er in einem Interview im März 2014 als „verrückte Arschlöcher“ und „türkische Faschisten“ bezeichnete, denen er gerne „ins Gesicht schlagen würde“. Die Generalstaatsanwaltschaft Russlands konnte bei den Äußerungen des kremlnahen Politikers keine extremistischen Elemente feststellen. Während des konstruierten Referendums über den Status der Krim forderte er die „Wiedereingliederung von Charkiw, Donezk und Odessa“ in die Russische Föderation.
Als er mit einem T-Shirt mit der Aufschrift „Orthodoxie oder Tod“ fotografiert wurde und der russische Blogger Semjonow dieses Foto kommentarlos auf seiner Social-Media-Seite postete, wurde der Blogger zu einer Geldstrafe verurteilt, weil das Gericht das Foto als extremistisch einstufte, während Milonow straffrei blieb.
Am 1. Februar 2022 konnte Milinow nicht nach Finnland einreisen. Er wurde von der Europäischen Union mit einem Einreiseverbot belegt.